# Igreja de São João Batista (Cartaxo)
A Igreja de São João Batista é a igreja matriz do Cartaxo, na atual freguesia de Cartaxo e Vale da Pinta, em Portugal.
Uma lápide na frontaria desta, lembra a data da sua consagração, em 31 de Agosto de 1522, por D. Ambrósio Pereira Brandão, bispo de Ressiona. No interior, existe uma ampla nave única. O tecto, de madeira, desdobra-se em três planos. As paredes da capela nova são revestidas com silhares de azulejo do género azul e branco, figurados com cenas da vida de São João Batista. O altar-mor tem talha dourada. Todo o conjunto data do século XVIII. 
Junto da igreja está o Cruzeiro do Cartaxo coberto com alpendre de madeira datando do primeiro quartel do século XVI que se encontra classificado como Monumento Nacional desde 1910.